# Sakura Noshitani
Sakura Noshitani est une gymnaste rythmique japonaise, née le 29 septembre 1997 à Tokyo.

## Palmarès

### Championnats du monde
- Sofia 2018
  -  médaille d'argent en groupe 5 cerceaux

- Bakou 2019
  -  médaille d'or en groupe 5 ballons
  -  médaille d'argent au concours général en groupe

### Championnats d'Asie
- Tachkent 2016
  -  médaille d'or au concours général en groupe
  -  médaille d'or en groupe 6 massues + 2 cerceaux
  -  médaille d'argent en groupe 5 rubans